# Sunt lacrimae rerum

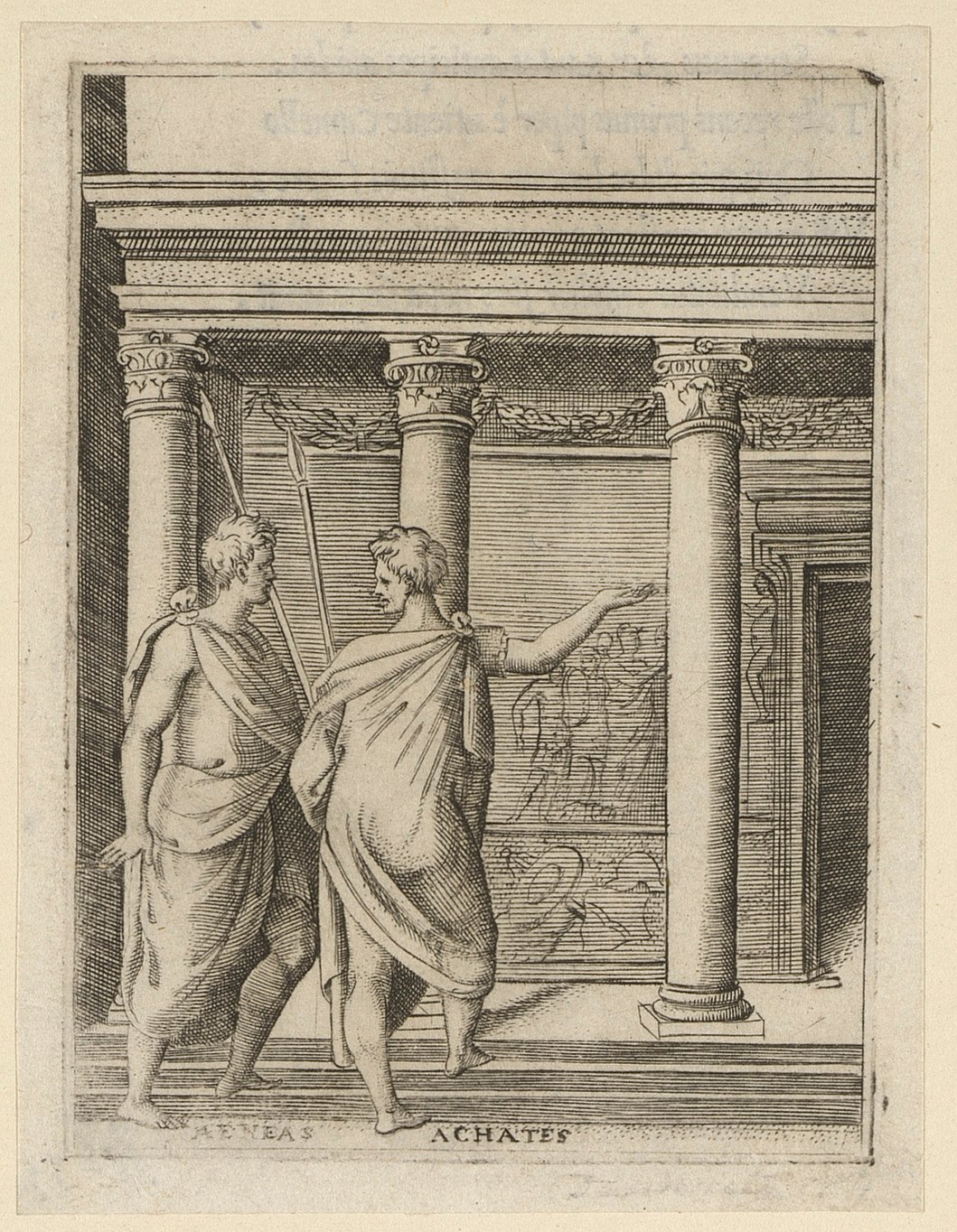
Enea e Acate davanti al tempio di Giunone: incisione di Giulio Bonasone (1555), imitazione del Quos Ego di Marcantonio Raimondi, su disegno di Raffaello (1516)

Sunt lacrimae rerum è un'espressione latina presente nel primo libro dell'Eneide di Virgilio, parte del verso 462: sunt lacrimae rerum et mentem mortalia tangunt.
Il suo significato non è interamente chiaro, perché l'espressione assume valori diversi a seconda dell'interpretazione grammaticale che si vuole dare al sintagma lacrimae rerum, nonché in ragione di altri elementi contestuali.
Nel linguaggio comune è genericamente usata per rilevare la tristezza delle «cose», il dolore delle vicende umane. Lacrymae rerum è anche il titolo di una novella di Giovanni Verga.

## Fonti

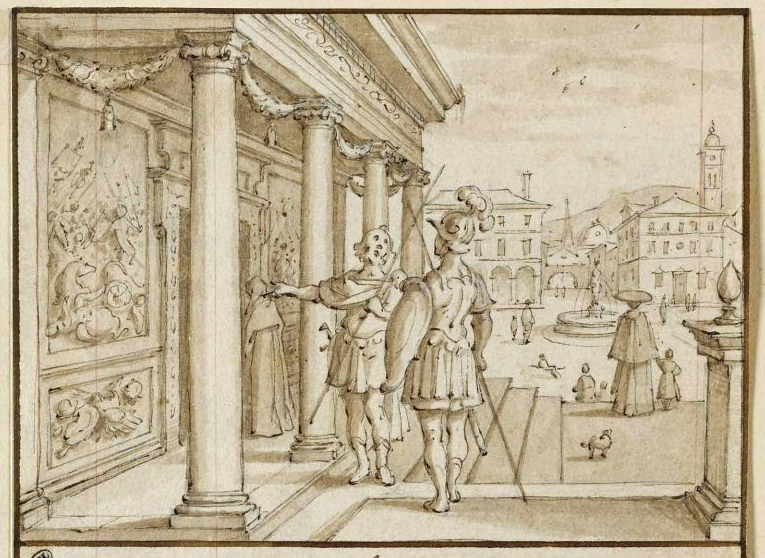
Enea e Acate di fronte al tempio di Giunone (disegno, 1615 circa, Parigi, Louvre)

Nel Libro I dell'Eneide (vv. 463 e sgg.), Enea sta contemplando scene della guerra di Troia dipinte su una parete del tempio di Giunone:
quae regio in terris nostri non plena laboris?

En Priamus! Sunt hic etiam sua praemia laudi;

sunt lacrimae rerum et mentem mortalia tangunt.

Solve metus; feret haec aliquam tibi fama salutem.'

Sic ait, atque animum pictura pascit inani,

multa gemens, largoque umectat flumine voltum.»
Guarda qui Priamo! Allora qui anche il valore ha la sua ricompensa; ci sono lacrime per le sventure e le vicende dei mortali toccano gli animi.
Sciogli le tue paure; questa nostra fama ci porterà salvezza in qualche modo".
Così parla, e pasce l'animo con le immagini dipinte, ahimè vani fantasmi, piangendo su molti ricordi, e bagna il volto con un largo pianto.»
(Virgilio, Eneide, Libro I, vv. 459-465.)

## Interpretazioni e significati
Si tratta di uno dei versi più tormentati dell'Eneide. La corretta esegèsi del verso dipende dal valore soggettivo o oggettivo che si assegna al genitivo rerum.

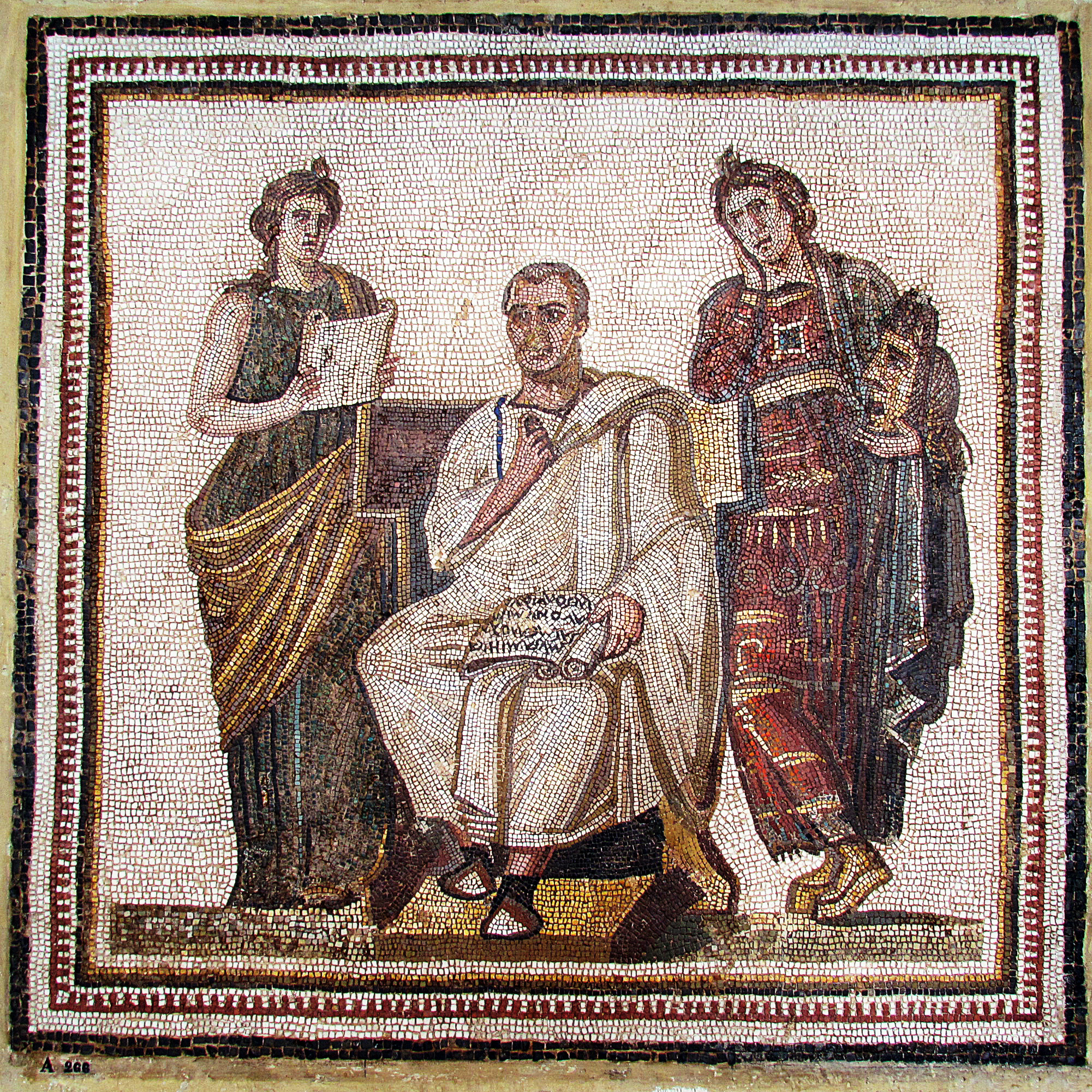
Virgilio, con in mano lEneide, assiso tra Clio e Melpomene (mosaico policromo al Museo nazionale del Bardo, Tunisi)

Chi intende il genitivo come soggettivo traduce «le cose hanno lacrime», in un duplice senso:  1) «le cose piangono e provano dolore per le sofferenze dell'umanità,  l'universo sente le nostre pene»; 2) «l'esperienza umana è sofferenza e dolore». Con entrambi questi significati, che in un contesto poetico possono intenzionalmente coesistere, l'espressione di Virgilio assumerebbe valore di sententia, espressione di un senso dolente della vita tipicamente virgiliano.
Se invece si interpreta lacrimae rerum come genitivo oggettivo, la traduzione diventa «ci sono lacrime per le cose», «si versano lacrime sulle sventure dell'uomo».  Anche in questo caso, la frase avrebbe un valore generale e indefinito. Ma è probabilmente necessario precisare questa vaghezza: rerum potrebbe avere qui, ellitticamente lo stesso significato che ha la locuzione adflictis rebus al verso 452 (dove significa «le pene, le disgrazie dei Troiani»): in questo caso la traduzione sarebbe «le (nostre) pene hanno lacrime», ossia ci sono lacrime per le cose che Enea ha sopportato e che sono appunto mostrate nel murale. Quest'ultima interpretazione attribuisce quindi alle parole di Enea un valore molto specifico: «qui, in questa terra, ci sono lacrime per le nostre sventure», e i dipinti mostrano appunto che ci si trova in un luogo dove ci si può aspettare compassione e sicurezza.
Così intesa, nell'intenzione di Enea la frase assumerebbe un valore meno pessimistico: dalla constatazione del dolore (sunt lacrimae rerum), poiché tuttavia le sciagure tangunt mentem, procede nel verso seguente il conforto e la promessa di essere salvi (Solve metus; feret haec aliquam tibi fama salutem).
Stabilita questa molteplicità di significati possibili, va tuttavia rilevato che la bellezza e il fascino che hanno procurato la fortuna dell'espressione dipendono proprio dall'indeterminatezza semantica e dall'ambiguità poetica di tutto il verso, che è forse intenzionale e alla quale concorrono diversi elementi contestuali. La suggestione evocativa deriva infatti anche dall'uso di parole dal significato estremamente generico (e perciò variamente intese e tradotte): sunt (verbo essere: «sono», «ci sono», «esistono», ecc.), rerum («cose»), mortalia (= res mortales «le cose mortali»). Contribuisce al fascino il contesto doloroso e miserando in cui l'espressione ricorre, sottolineato dalla convergenza semantica del lessico: lacrimans, laboris «travaglio, dolore», lacrimae, mortalia, inani, gemens, flumine «pianto».

## Traduzioni
Sulla base di queste ambiguità o genericità, le traduzioni proposte sono state molte, anche nel tentativo di riprodurre l'afflato poetico e il fascino dell'originale, mantenendone la valenza epigrammatica.
- «ci sono i pianti delle sorti e le cose mortali toccano l’anima»; «ci sono lagrime per le sventure e i travagli degli uomini toccano i cuori»;
- «ché ferità non regna / là 've umana miseria si compiagne» (Annibal Caro);[5]
- «l'umana doglia / anche qui tocca i cuori e sforza al pianto» (Guido Vitali);[6]
- «la storia è lacrime, e l'umano soffrire commuove la mente» (Augusto Rostagni);[7]
- «nulla c'è che non pianga. La vista delle miserie umane si fa pensiero» (Guido Ceronetti);
- «esistono le lacrime delle cose, le cose piangono»; anche, «piange la storia» (Vittorio Sermonti; limitatamente al primo emistichio).

Si noti che le versioni che, mediante ci, qui, là ove, esplicitano il valore locativo (presente nell'avverbio hic del verso precedente, e implicito in sunt), relegano il verso all'interno del contesto narrativo, restringendone il possibile valore universalistico.
Esempi in lingua inglese:
- «the world is a world of tears, and the burdens of mortality touch the heart» (Robert Fagles);[8]
- «they weep here / for how the world goes, and our life that passes / touches their hearts» (Robert Fitzgerald).[9]